# Максакова, Мария Петровна
Мария Петровна Макса́кова (урождённая Сидорова, 26 марта (8 апреля) 1902, Астрахань — 11 августа 1974, Москва) — советская и российская оперная певица (лирическое меццо-сопрано), педагог, публицист; народная артистка СССР (1971), лауреат трёх Сталинских премий I степени (1946, 1949, 1951).

## Биография
Родилась 26 марта (8 апреля) 1902 года в Астрахани, в семье служащего, саратовского мещанина Петра Сидорова и астраханской мещанки Людмилы Борисовны (на памятнике Сергеевны) Беляевой, отец которой происходил из крестьян Слободского уезда Вятской губернии.
Пела в церковном хоре, затем училась вокалу в Астраханском музыкальном училище (ныне Астраханский музыкальный колледж имени М. П. Мусоргского) у В. Н. Бородина. В 1919 году в Красном Яру состоялся дебют семнадцатилетней певицы, где она исполнила партию Ольги в опере «Евгений Онегин» П. И. Чайковского. Становление певицы происходило в оперной труппе Астраханского государственного театра оперы и балета под руководством М. К. Максакова — учителя и мужа.
В 1923 году певица вместе с мужем переехала в Москву. С. Я. Лемешев оставил воспоминания о московском дебюте М. Максаковой (партия Амнерис в «Аиде» Дж. Верди). Лемешев отмечает:
Уже тогда Максакова поразила нас особым вниманием к слову. У неё была не просто отчетливая и ясная дикция, а истинно драматическая выразительность фразы, наполненная внутренним борением страсти и ревности.
В 1923—1924 и в 1928—1953 годах — солистка Большого театра.
В 1925—1927 годах — солистка Ленинградского театра оперы и балета (ныне Мариинский театр). Участвовала в постановке первой советской оперы «За красный Петроград» А. П. Гладковского и Е. В. Пруссака, где исполнила партию Даши.
За 30 лет сценической деятельности спела множество центральных партий, лучшими из которых стали Марфа в «Хованщине», Марина Мнишек в «Борисе Годунове», Ганна в «Майской ночи», Весна и Лель в «Снегурочке», Любаша в «Царской невесте», Ортруда в «Лоэнгрине».
Положение певицы несколько пошатнулось в годы репрессий. Дочь певицы Л. Максакова впоследствии рассказывала:
Мужа моей мамы (он был послом в Польше) забрали ночью и увели. Больше она его никогда не видела. И так было у многих <…> После того как посадили и расстреляли мужа, она жила под дамокловым мечом, ведь это был придворный театр Сталина. Как в нём могла находиться певица с такой биографией? Её и балерину Марину Семёнову хотели отправить в ссылку. Но тут война началась, мама уехала в Астрахань, и дело как будто забылось… 
Партии в операх М. П. Мусоргского принесли певице две Сталинские премии. Судя по сохранившимся грамзаписям, партии Марины и Марфы были несомненными и в своём роде неповторимыми исполнительскими шедеврами.
В 1938—1941 годах участвовала в спектаклях Государственного ансамбля оперы под руководством И. С. Козловского.
В концертном репертуаре певицы — романсы П. И. Чайковского, вокальные циклы Р. Шумана, произведения советских композиторов, русские народные песни. Часто выступала с Государственным русским народным оркестром им. Н. П. Осипова.
Одна из первых представителей советского искусства за рубежом, гастролировала в Турции (1935), Польше (1936), Финляндии (1950), ГДР (1968-1969).
Преподавала вокальное искусство в ГИТИСе, где была доцентом. Возглавляла Народную певческую школу в Москве
Участвовала в жюри многих всесоюзных и международных соревнований вокалистов, занималась публицистикой. Оставила воспоминания «Жизнь на сцене».

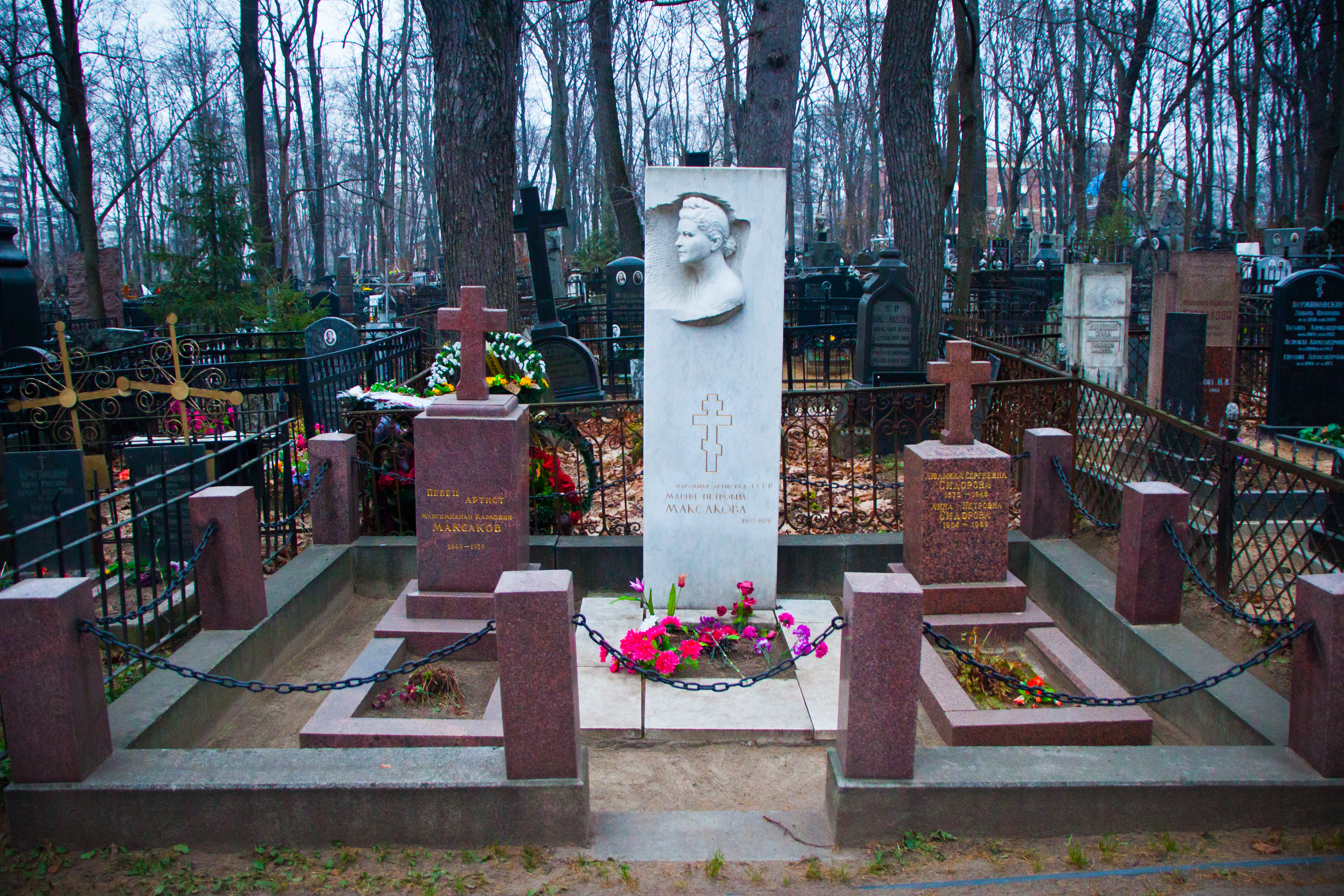
Могила М. П. Максаковой на Введенском кладбище. Памятник работы скульптора А. А. Пекарева

Скончалась 11 августа 1974 года в Москве в возрасте 72 лет. Похоронена на Введенском кладбище (12 участок).

## Семья
Отец — Пётр Васильевич Сидоров (1862—1906), служащий пароходства, саратовский мещанин. Мать — Людмила Борисовна Сидорова (Людмила Сергеевна Сидорова, так указано на надгробном памятнике), астраханская мещанка.
Первый раз Мария Максакова была замужем за Максимилианом Максаковым, австрийским и российским оперным певцом (баритоном), режиссёром, антрепренёром и педагогом.
Второй раз вышла замуж за Якова Давтяна (Давыдова), революционера, деятеля советских спецслужб, дипломата. Был репрессирован в 1937 году.
Дочь — Людмила Максакова (род. 1940), актриса; народная артистка РСФСР (1980), лауреат Государственной премии РФ (1995). Отцом её был баритон Большого театра Александр Александрович Волков; спустя два года после рождения дочери он эмигрировал в США.
Внук — Максим Львович Максаков (род. 1970). Внучка — Мария Максакова-Игенбергс (род. 1977), оперная певица (меццо-сопрано), бывшая солистка Мариинского театра.

## Творчество
Коллега певицы по Большому театру певец С. Я. Лемешев:
«Ей никогда не изменяет художественный вкус. Она готова скорее чуть „недожать“, чем „пережать“ (а ведь именно это зачастую и приносит исполнителю лёгкий успех). И хотя в глубине души многие из нас знают, что такой успех не так уж дорого стоит, отказаться от него способны только большие художники. Музыкальная чуткость Максаковой проявляется во всем, в том числе и в её любви к концертной деятельности, к камерной литературе. Трудно определить, какая именно сторона творческой деятельности Максаковой — оперная сцена или концертная эстрада — завоевала ей такую широкую популярность…» 

### Партии

#### Большой театр
- 1923, 1944 — «Аида» Дж. Верди — Амнерис
- 1923 — «Лоэнгрин» Р. Вагнера — Ортруда
- 1924, 1936, 1945 — «Кармен» Ж. Бизе — Кармен
- 1924 — «Демон» А. Г. Рубинштейна — Гений
- 1924 — «Фауст» Ш. Гуно — Зибель
- 1927, 1933 — «Евгений Онегин» П. И. Чайковского — Ольга
- 1927, 1939, 1950 — «Хованщина» М. П. Мусоргского — Марфа
- 1927, 1937, 1944 — «Царская невеста» Н. А. Римского-Корсакова — Любаша
- 1927, 1948 — «Борис Годунов» М. П. Мусоргского — Марина Мнишек
- 1927 — «Снегурочка» Н. А. Римского-Корсакова — Весна
- 1927 — «Любовь к трём апельсинам» С. С. Прокофьева — Клариче
- 1928 — «Пиковая дама» П. И. Чайковского — Полина
- 1930 — «Вышка Октября» Б. Л. Яворского — Вредительница
- 1930 — «Алмаст» А. А. Спендиарова — Алмаст
- 1933 — «Трубадур» Дж. Верди — Азучена
- 1934 — «Мазепа» П. И. Чайковского — Любовь
- 1934 — «Снегурочка» Н. А. Римского-Корсакова — Лель
- 1936 — «Тихий дон» И. И. Дзержинского — Аксинья
- 1938 — «Броненосец „Потёмкин“» О. С. Чишко — Груня
- 1938 — «Мать» В. В. Желобинского — Ниловна
- 1947 — «Майская ночь» Н. А. Римского-Корсакова — Ганна
- 1953 — «Декабристы» Ю. А. Шапорина — Стеша

#### Другие театры
- 1922 — «Князь Игорь» А. П. Бородина — Кончаковна
- 1925 — «Орфей и Эвридика» К. В. Глюка — Орфей
- 1927 — «За красный Петроград» А. П. Гладковского и Е. В. Пруссака — Даша
- 1929 — «Самсон и Далила» К. Сен-Санса — Далила
- «Вертер» Ж. Массне — Шарлотта
- «Русалка» А. С. Даргомыжского — Княгиня
- «Гугеноты» Дж. Мейербера — Паж
- «Риголетто» Дж. Верди — Маддалена
- «Лакме» Л. Делиба — Маллика
- «Аида» Дж. Верди — Жрица
- «Сказки Гофмана» Ж. Оффенбаха — Никлаус
- «Тоска» Д. Пуччини — Тоска
- «Валькирия» Р. Вагнера — Фрикка

## Фильмография
- 1931 — Станция Пупки — уполномоченная по колхозу
- 1951 — Большой концерт (музыкальный фильм) — исполнение песни «Чернобровый, черноокий»
- 1953 — Песни родной стороны (фильм-концерт) — исполнение песни «Что ты жадно глядишь на дорогу»

## Память
- Имя певицы носит Астраханская государственная филармония, улица в Астрахани.
- В 1980 на доме № 7 по Брюсову переулку, где в 1935—1974 годах жила певица, открыта мемориальная доска (скульптор А. Пекарев, архитектор Б. Тхор).
- С 1987 года в Астрахани проводится Фестиваль вокального искусства им. В. В. Барсовой и М. П. Максаковой[12].
- Память о Марии Максаковой увековечена в её родном городе — Астрахани. В честь неё названа одна из улиц.

## Награды и звания
Почётные звания:
- Заслуженная артистка РСФСР (1934)
- Народная артистка РСФСР (1951)
- Народная артистка СССР (1971)

Государственные премии:
- Сталинская премия первой степени (1946) — за выдающиеся достижения в области театрально-вокального искусства
- Сталинская премия первой степени (1949) — за исполнение партии Марины Мнишек в оперном спектакле «Борис Годунов» М. П. Мусоргского[13]
- Сталинская премия первой степени (1951) — за исполнение партии Марфы в оперном спектакле «Хованщина» М. П. Мусоргского

Ордена и медали:
- Два ордена Ленина[источник не указан 3057 дней]
- Два ордена Трудового Красного Знамени (02.06.1937 — за выдающиеся заслуги в деле развития оперного и балетного искусства, 1951)
- Медаль «За доблестный труд. В ознаменование 100-летия со дня рождения Владимира Ильича Ленина»
- Медаль «За доблестный труд в Великой Отечественной войне 1941—1945 гг.»
- Медаль «Ветеран труда»
- Медаль «В память 800-летия Москвы»

Другие награды:
- Премия Роберта Шумана (ГДР, 1972)